# Hermann Lindemann (Jurist)
Hermann Lindemann (* 8. Juli 1880 in Osterburg; † 9. August 1952) war ein deutscher Jurist und Kommunalpolitiker (NSDAP).

## Leben
Lindemann studierte Rechtswissenschaften in Lausanne, Göttingen und München und wurde Mitglied der Studentenverbindung Société d’Étudiants Germania Lausanne und des Corps Bremensia Göttingen. Er begann seine berufliche Laufbahn beim Landkreis Flatow. Er nahm ab 1914 als Soldat am Ersten Weltkrieg teil, wurde verwundet und anschließend bei der deutschen Militärverwaltung im besetzten südlichen Litauen eingesetzt. Bis zur Ratifikation des Versailler Vertrages war beim Amtsgericht Vandsburg tätig. Von 1919 bis 1924 wirkte er als Richter am Amtsgericht Bassum. 1924 erhielt er die Ernennung zum Landgerichtsdirektor beim Landgericht Verden, als dessen Präsident er von 1938 bis 1945 fungierte.
Lindemann war Vorsitzender des Stahlhelm, Bund der Frontsoldaten in Verden (Aller). Er war dann Mitglied der SA und bekleidete den Rang eines Sturmbannführers. Am 27. Juni 1937 beantragte er die Aufnahme in die NSDAP und wurde rückwirkend zum 1. Mai desselben Jahres aufgenommen (Mitgliedsnummer 4.186.553). Von 1942 bis 1945 amtierte er auch als Bürgermeister der Stadt Verden.
Aufgrund seiner politischen Tätigkeit als Bürgermeister wurde Lindemann 1945 nicht in den Justizdienst übernommen. Auf Betreiben der Britischen Militärregierung wurde er aber von 1945 bis 1946 als geschäftsführender Landgerichtspräsident eingesetzt.
Sein Bruder war der Generaloberst Georg Lindemann. Hermann Lindemanns Grab befindet sich auf dem Verdener Domfriedhof.